# Enhydria tessellata
Enhydria tessellata är en insektsart som först beskrevs av Walker 1851.  Enhydria tessellata ingår i släktet Enhydria och familjen lyktstritar. Inga underarter finns listade i Catalogue of Life.